# Représailles en Arizona
Pour plus de détails, voir Fiche technique et Distribution.
Représailles en Arizona (titre original : Arizona Raiders) est un film américain réalisé par William Witney et sorti en 1965.

## Synopsis
Clint et son frère se joignent au gang des Quantrell's Raiders et parcourent l'Ouest des États-Unis. Mais ils sont aussitôt arrêtés par la cavalerie américaine. Cependant le chef Tom Andrews leur propose, pour éviter les travaux forcés, de rejoindre les Rangers pour lutter contre divers gangs de renégats qui sévissent dans tout le Far West.

## Fiche technique
- Titre original : Arizona Raiders
- Réalisation : William Witney
- Scénario : Alex Gottlieb, Mary Willingham et Willard W. Willingham d'après une histoire de Frank Gruber et Richard Schayer
- Directeur de la photographie : Jacques R. Marquette
- Régisseur d'extérieurs : Jack N. Young
- Musique : Richard LaSalle
- Production : Grant Whytock
- Genre : Western
- Pays de production :  États-Unis
- Durée : 97 minutes (1 h 37)
- Dates de sortie :
  - États-Unis : 1er août 1965
  - Allemagne de l'Ouest : 12 août 1965
  - Royaume-Uni : 28 février 1966

## Distribution
- Audie Murphy (VF : Marc Cassot) : Clint
- Michael Dante (VF :Georges Lycan): Brady
- Ben Cooper (VF : Pierre Trabaud) : Willie Martin
- Buster Crabbe (VF : Jean Violette) : Capt. Tom Andrews
- Gloria Talbott (VF : Jane Val): Martina
- Ray Stricklyn (VF : Albert Augier) : Danny Bonner
- George Keymas (VF : Henry Djanik) : Montana
- Fred Krone (VF : Claude D'Yd : Matt Mac en VF Edwards
- Willard W. Willingham : Eddie
- Boyd 'Red' Morgan : Tex
- Fred Graham  VF : Louis Arbessier : Col. Quantrell
- Et avec les voix de Rene Beriard (doc), Pierre Leproux (juge), Serge Lhorca (le padre), Roger Treville (le gouverneur)
- Narration : Michel Gatineau